# 歐洲區域航空
区域航空（Régional Compagnie Aérienne Européenne，通常简写为Régional）是法航的一家全资子公司，其主要任务是连接巴黎、里昂等49个欧洲机场。2006年11月，区域航空是第一家使用巴西航空工业190飞机的欧洲航空公司。区域航空的枢纽机场位于南特大西洋机场。

## 機隊
截至2015年，區域航空機隊如下：